# Johanneskathedrale (Lublin)

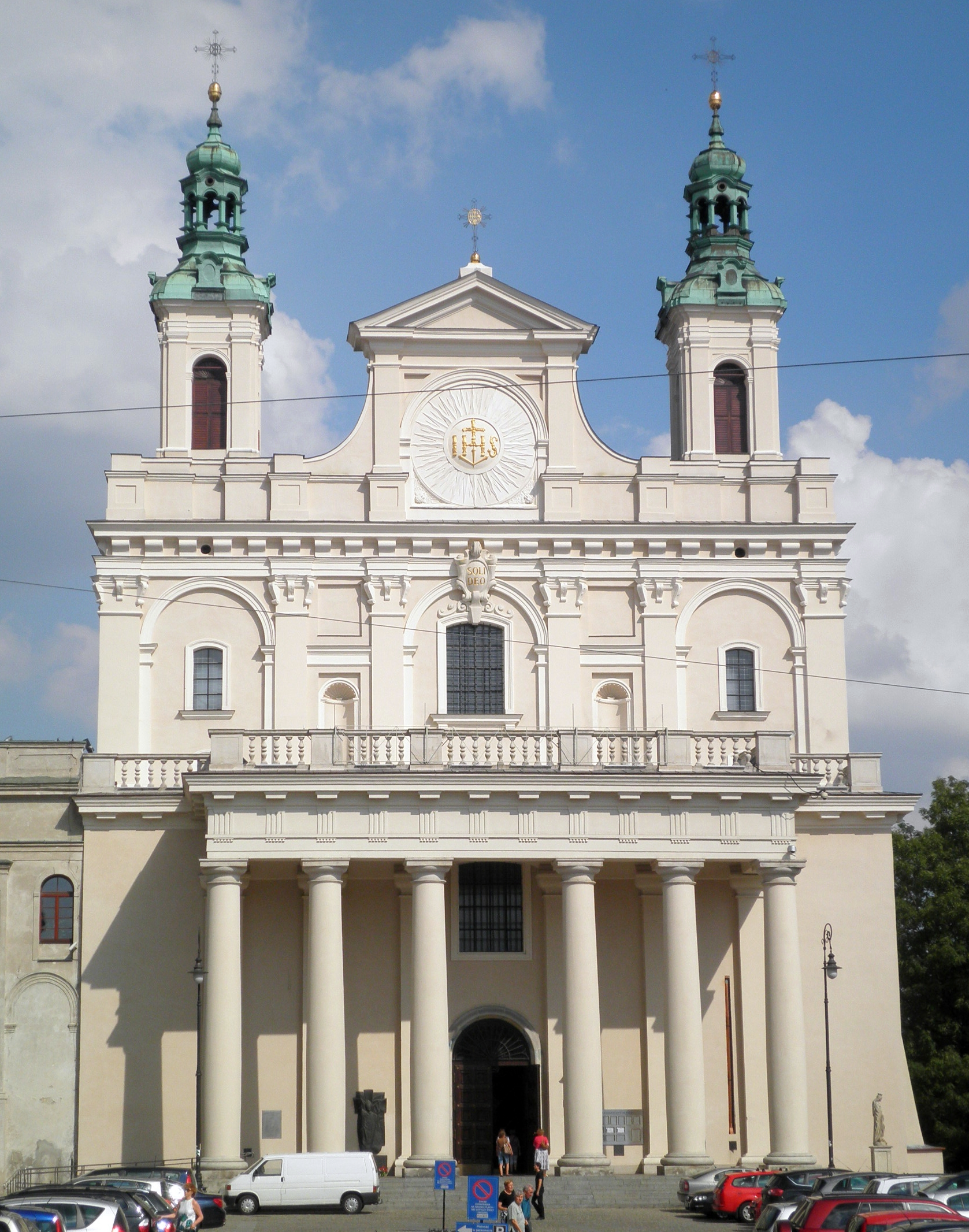
Hauptfassade mit klassizistischem Portikus

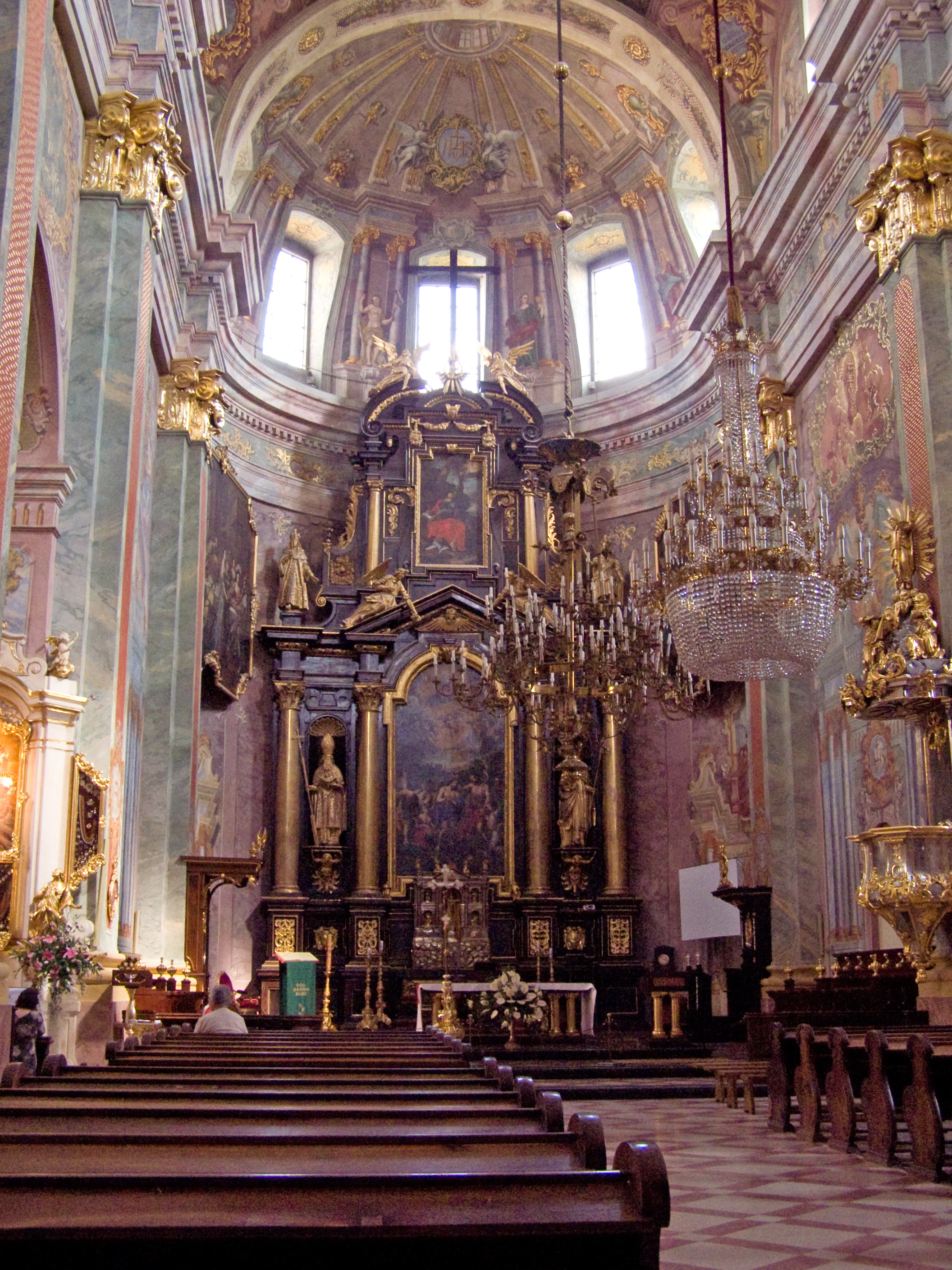
Hochaltar

Die St.-Johannes-Kathedrale in Lublin (polnisch Archikatedra św. Jana Chrzciciela i św. Jana Ewangelisty; „Erzkathedrale des hl. Johannes des Täufers und des hl. Johannes des Evangelisten“) wurde zwischen 1592 und 1617 als Jesuitenkirche erbaut. Sie war eine der ersten Kirchen des Barock in Polen. Seit Beginn des 19. Jahrhunderts war sie Kathedrale des Bistums und seit 1992 ist sie Kathedrale des Erzbistums Lublin.

## Geschichte und Architektur
Die Kirche wurde zwischen 1592 und 1617 als Kirche der Jesuiten erbaut. Der Entwurf stammt von Giovanni Maria Bernardoni. Vorbild war Il Gesù in Rom. Sie gilt als eine der ersten barocken Kirchenbauten in Polen. Es handelt sich um eine dreischiffige Basilika mit einem breiten Mittelschiff. Bemerkenswert die Flüstersakristei. Die Architektur sorgt dafür, dass der kleinste Laut deutlich zu hören ist. Auch existiert eine Krypta mit den Gräbern der Bischöfe und anderer Geistlicher. Nach einem Brand im Jahr 1752 wurden die oberen Stockwerke der beiden Türme und eine Vorhalle gebaut.
Bei Gründung der Diözese Lublin 1805 wurde die Kirche zur Kathedrale bestimmt. In diesem Zusammenhang wurden die Gebäude des Jesuitenklosters abgerissen. Seither liegt die Kirche an einem großen Platz. Im Jahr 1820 wurde der klassizistische Säulenportikus von Antonio Corazzi der Fassade vorgeblendet. Die ehemalige Klosterpforte aus dem 17. Jahrhundert wurde zu einem 40 m hohen Glockenturm, Dreifaltigkeitsturm genannt, umgebaut. Auch im Innenraum, etwa beim Gewölbe, gab es Veränderungen. Die Seitenschiffe sind in Kapellen unterteilt.

## Ausstattung
Im Inneren sind die illusionistischen Ausmalungen von Josef Mayer bemerkenswert. Sie stammen aus der Zeit um 1757 und stellen die Apokalypse, Kirchenväter und Heilige des Jesuitenordens dar. Ebenfalls farbig ausgestaltet sind Sakristei und Schatzkammer. Aus dem 17. Jahrhundert stammt die Grabkapelle für die Familie der Fürsten Olelkowicze-Słuccy aus Marmor. Auch der Hochaltar stammt aus diesem Jahrhundert. Von Franciszek Lekzycki stammen zwei große Gemälde. Das erste stellt das Letzte Abendmahl, das zweite das Gastmahl des Herodes dar.